# Paweł Niemiec (genetyk)
Paweł Józef Niemiec – polski genetyk, dr hab. nauk medycznych, profesor uczelni i kierownik Katedry Nauk Podstawowych Wydziału Nauk o Zdrowiu w Katowicach Śląskiego Uniwersytetu Medycznego.

## Życiorys
9 listopada 2006 obronił pracę doktorską Warianty polimorficzne genu CYBA i genów dla białek układu RAS wśród pacjentów z chorobą niedokrwienną serca, 14 kwietnia 2016 otrzymał stopień doktora habilitowanego. Został zatrudniony na stanowisku adiunkta w Zakładzie Biochemii i Genetyki Medycznej na Wydziale Nauk o Zdrowiu w Katowicach Śląskiego Uniwersytetu Medycznego.
Jest profesorem uczelni i kierownikiem w Katedrze Nauk Podstawowych na Wydziale Nauk o Zdrowiu w Katowicach Śląskiego Uniwersytetu Medycznego, a także członkiem Rady Dyscypliny Naukowej – Nauk o Zdrowiu Śląskiego Uniwersytetu Medycznego w Katowicach.

## Wyróżnienia
- Nagroda zespołowa JM Rektora SUM (jedenastokrotnie)[2]